# Řád socialismu
Řád socialismu byl československý řád zřízený jako nejvyšší státní vyznamenání v roce 1951 (spolu s ním byly zřízeny Řád republiky a Řád práce). Měl být propůjčován „za zcela výjimečné zásluhy o vítězství socialismu v Československé republice, získané v budování, v boji s reakcí nebo při obraně státu.“ Řád byl udělen pouze jednou, a to 31. července 1951 Rudolfu Slánskému, tehdejšímu generálnímu tajemníkovi ÚV KSČ, při příležitosti jeho 50. narozenin. Již roku 1953 ho fakticky nahradil Řád budování socialistické vlasti (formálně byl Řád socialismu zrušen až roku 1959), přetransformovaný v roce 1955 v Řád Klementa Gottwalda – za budování socialistické vlasti. Brzké nahrazení novým řádem se vysvětluje propůjčením Rudolfu Slánskému, který byl v roce 1952 odsouzen k smrti a popraven. Kromě Slánského byl nositelem řádu (s matričním číslem 1) ještě Klement Gottwald, kterému řád náležel z titulu funkce prezidenta republiky (podle § 5 tehdy platného zákona č. 247/1949 Sb., o vyznamenáních a čestných uznáních).

## Právní normy
- nařízení vlády č. 30/1951 Sb., kterým se zakládají řády a vyznamenání a upravuje udělování čestného titulu „Hrdina práce“
- nařízení vlády č. 34/1959 Sb., kterým se upravuje udělování čestného titulu „Hrdina socialistické práce“ (Řád socialismu se ruší)

## Galerie

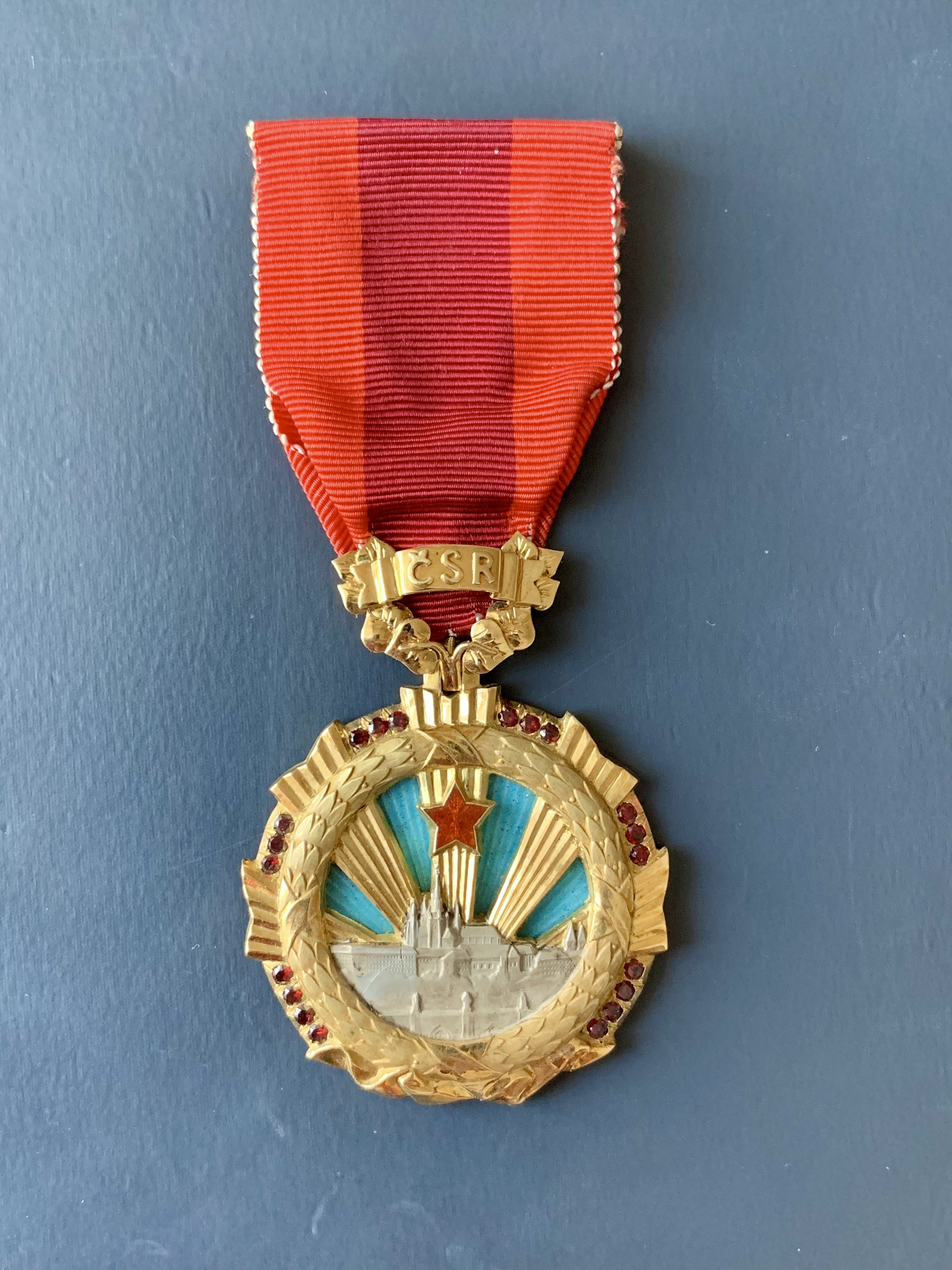
Přední strana Řádu socialismu
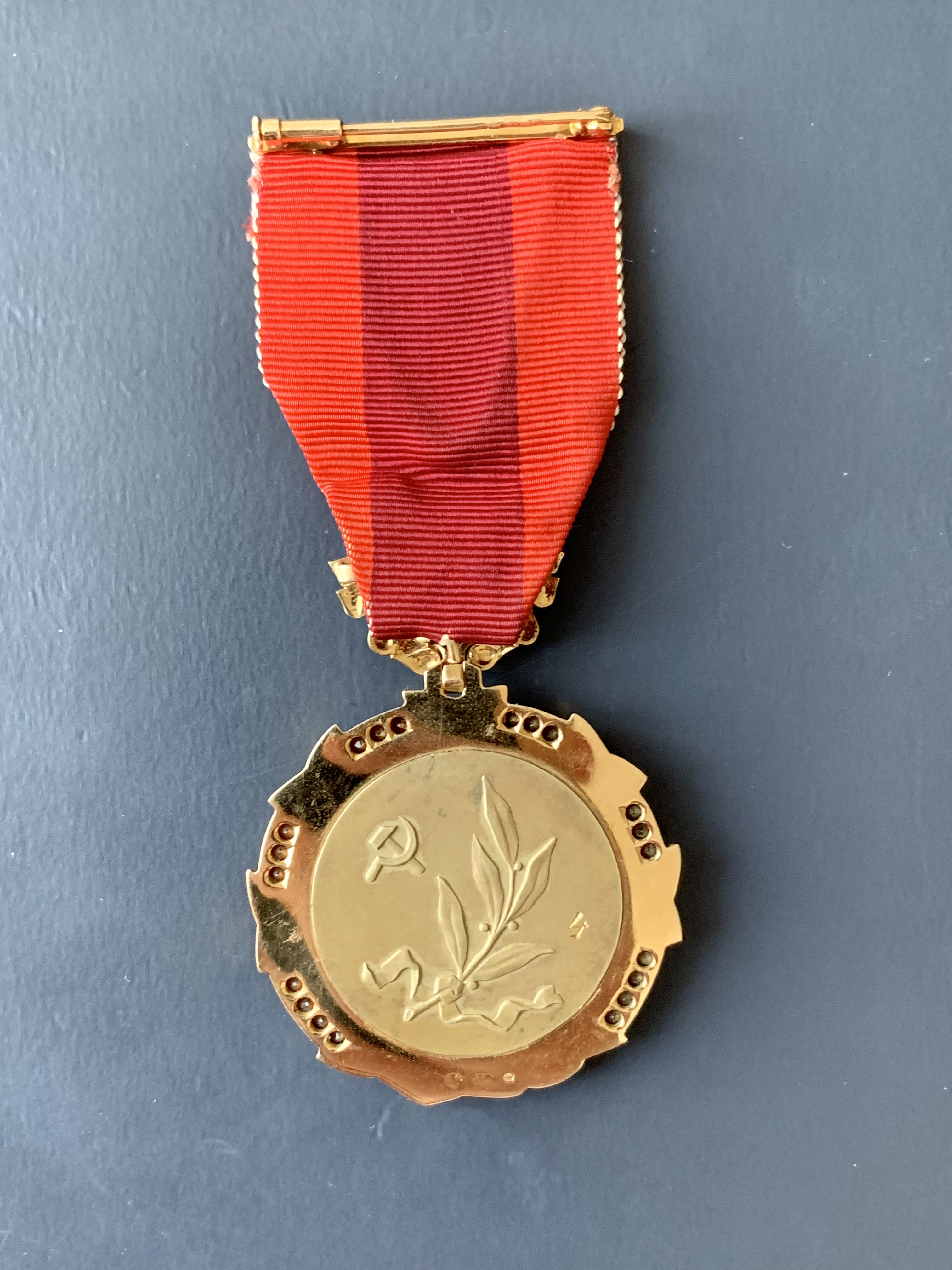
Zadní strana Řádu socialismu
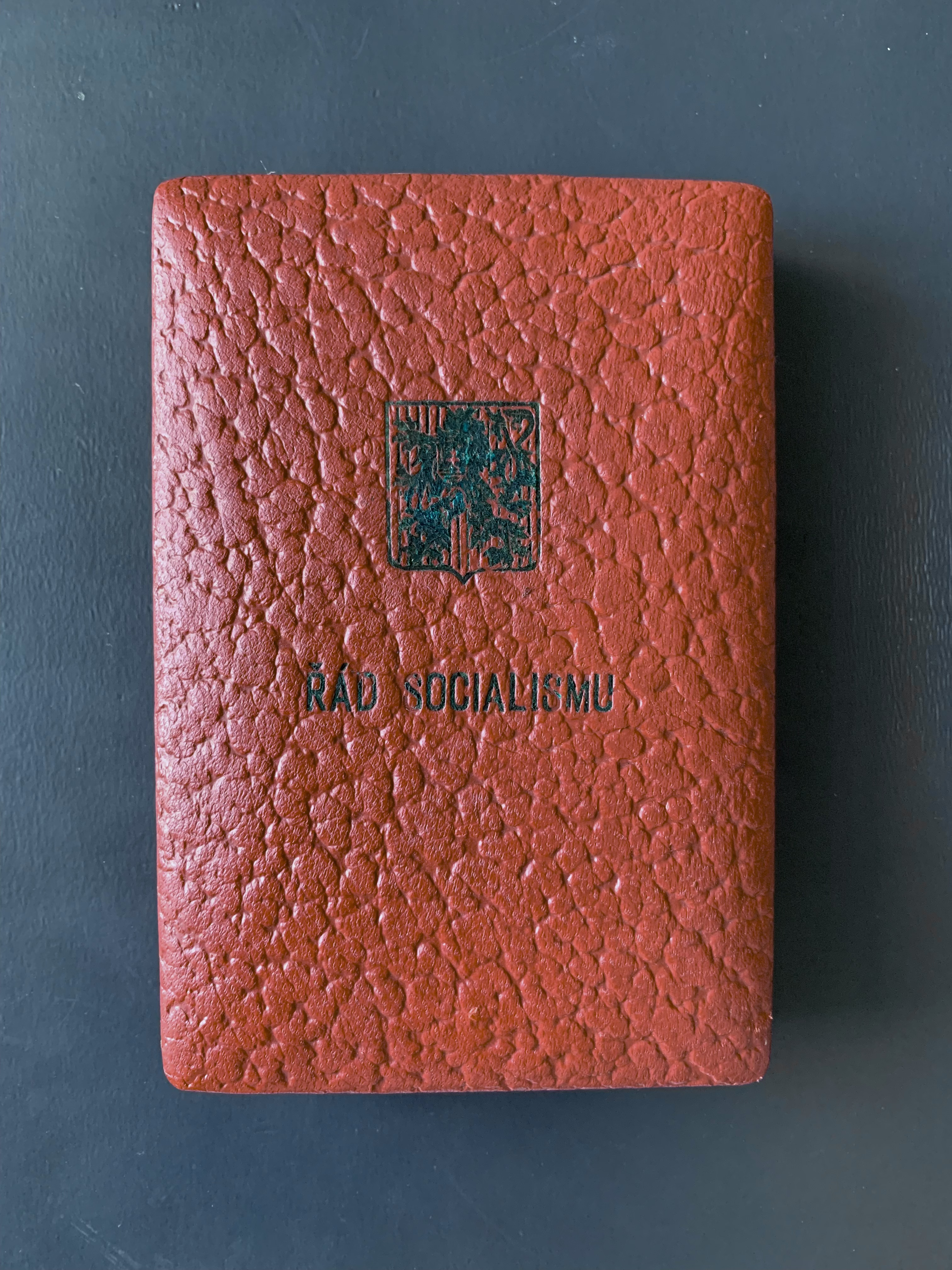
Etuje k Řádu socialismu (neudělená dekorace č. 4)